# Antrostomus carolinensis
El chotacabras de paso o chotacabras de la Carolina (Antrostomus carolinensis) es una especie de ave migratoria nocturna, de la familia Caprimulgidae, que se reproduce en el sureste de Canadá y este de Estados Unidos e inverna desde en el extremo sur de Estados Unidos, Centroamérica, las Antillas, Colombia y Venezuela. Entre sus nombres comunes también se cuentan los de chotacabra americana, tapacaminos de Carolina, tapacamino de Carolina, tapacamino de paso, Don Juán, aguaitacamino americano, guardacaminos de Carolina, guabairo de la Carolina, guabairo americano, guabairo mayor, pucuyo viudo o pocoyo de Carolina.

## Hábitat
En Norteamérica se le ve cerca de los pantanos, mesetas rocosas y bosques de pinos. Tras migrar por el invierno, vive en claros dentro del bosque secundario, setos altos de las sabanas y en cultivos y matorrales de los bordes de bosque.

## Descripción
Mide entre 28 y 33 cm de longitud y 62 cm de envergadura y pesa 110 g. El dorso es de color castaño, más oscuro en el macho que en la hembra, con un vermiculado negro y listas gruesas negras en la coronilla, la nuca y la espalda. Presentan manchas negras y ante en las escapulares y las coberteras alares y barras rufas y negras en las plumas remeras, más rufas en el macho que en la hembra. La cola presenta pintas negras. La cara y la región inferior son ocre, con negro moteado en la cara y la garganta y, barreteado y vermiculado en el pecho y el abdomen. En el pecho presenta manchas de color ante y una faja blanca amarillenta en la parte baja de la garganta. Las tres timoneras más externas del macho exhiben puntas amplias y blancas.

## Alimentación
Se alimenta de insectos, principalmente escarabajos, hormigas aladas y polillas, que atrapa en vuelo por las noches, abriendo el pico.

## Reproducción
No construyen nidos. La hembra ponen los huevos cubiertos entre la hojarasca, en el suelo. Los huevos son de color rosado con manchas de colores marrón y lila; posteriormente son incubados por la misma hembra.

## Canto
En la noche efectúa una serie de llamadas, que suenan como chuckw, con una nota media vibrante entre dos notas más cortas, sin muchos cambios en el tono. Es lento y de baja frecuencia. Dicha vocalización, que en literatura inglesa suele describirse como chuck-will's-WID-ow, es la que le da su nombre común en inglés: Chuck-will's-widow (tdl. «viuda de Chuck-will»).